# Fundplatz Bentumersiel
Koordinaten: 53° 14′ 47,7″ N, 7° 23′ 28,4″ O
Der archäologische Fundplatz Bentumersiel befindet sich in der Nähe der Emsmündung am linken Ufer des Flusses auf dem Gebiet der heutigen Gemeinde Jemgum im niedersächsischen Landkreis Leer. Es handelt sich um eine germanische Siedlung, die um die Zeitenwende genutzt wurde. Der Fluss markierte zu dieser Zeit die Grenze der Siedlungsgebiete der Friesen (links des Ems) und der Chauken, die damals auf dem Gebiet des heutigen Ostfrieslands lebten.
Der Fundplatz ist neben dem Römerlager Hedemünden, der Fundregion Kalkriese, dem Römischen Marschlager von Wilkenburg und dem Harzhornereignis eine der wenigen Fundstellen mit römischen Militaria im norddeutschen Raum. Die Ergebnisse verschiedener Grabungskampagnen legen nahe, dass Bentumersiel um die Zeitenwende möglicherweise als Nachschubhafen der römischen Flotte und römischen Feldherren als Versorgungsstützpunkt diente. Eindeutige Belege dafür, dass in Bentumersiel ein römisches Militärlager bestand, gibt es aber nicht.

## Lage und Gebiet
Der Fundplatz liegt links der unteren Ems auf dem leicht erhöhten Uferwall in der Flussmarsch des Rheiderlands zwischen den heutigen Ortsteilen Bentumersiel und Jemgumkloster. Insgesamt bedeckte der bebaute Bereich der Flachsiedlung eine Fläche von mehr als zwei Hektar. Durch Bohruntersuchungen konnte die Ostfriesische Landschaft in den Jahren 1971 und 1972 belegen, dass die Siedlung auf einer etwa 50 Meter breiten Landenge lag, die von der Ems und zwei in sie einmündenden Prielen umschlossen war. Ein bis in die römische Kaiserzeit offener Priel verband die Siedlung bei Bentumersiel mit der wenige hundert Meter nördlich gelegenen Wurt von Jemgumkloster und mündete nordöstlich davon in die damals wahrscheinlich weiter östlich verlaufende Ems.

## Geschichte

### Die germanische Siedlung
Bentumersiel war eine germanische Siedlung. Aufgrund der Funde von Keramik und einigen Bronzegegenständen vermutet das Niedersächsische Institut für historische Küstenforschung, dass die Besiedelung des Ortes bereits im dritten oder zweiten Jahrhundert vor Christus begann. Spätestens ist die Siedlung im ersten Jahrhundert vor Christus gegründet worden. Die Gebäude standen etwa zehn bis 15 Meter voneinander entfernt locker über das Siedlungsgebiet verstreut und waren meist von Zäunen umgeben. Auf der Westseite, also zur Landseite hin, war das Areal durch Palisade und Graben in der Art einer Abschnittsbefestigung geschützt. Diese Verteidigungsanlage haben die Siedler offenbar noch vor Errichtung der ersten Häuser angelegt.
Unter den Funden aus der Frühzeit der Besiedelung waren zwei Fibeln und ein Anhänger aus Bronze, die keltische Anklänge aufwiesen. Dies deutet der Archäologe Erwin Strahl als Hinweis darauf, dass die Marschbewohner des Rheiderlands schon früh Beziehungen nach Süden gehabt haben.
Die germanische Siedlung hatte bis in das zweite oder dritte Jahrhundert nach Christus Bestand. Vereinzelte Funde aus dem obersten, bereits durch den Kleiabbau gestörten Boden datieren auf das vierte und fünfte Jahrhundert.
Die Siedlung wies große Unterschiede zu einer bäuerlichen germanischen Marschsiedlung der Römischen Kaiserzeit auf. So ist die zu ebener Erde angelegte Siedlung im Laufe ihres Bestehens nie durch eine Warft zum Schutz gegen Wasser erhöht worden. Bauten, Zäune und Wege waren aufeinander ausgerichtet, so dass Bentumersiel wohl planvoll angelegt wurde. Zudem handelte es sich bei den wenigen bislang freigelegten Gebäuden um kleine Häuser ohne Stallteil. Die speicherartigen Bauten bei Bentumersiel bildeten kleine, lockere Baugruppen, zu denen jeweils ein dreischiffiges Hallenhaus gehörte, das wohl ausschließlich Wohnzwecken diente. Dies führte zu der Annahme, dass die Siedlung zeit ihres Bestehens nur saisonal als Stapel- und Handelsplatz genutzt worden ist, da die Möglichkeit der Aufstallung des Viehes über den Winter fehlte. Möglicherweise stand Bentumersiel in enger Beziehung zu der wenige hundert Meter nördlich gelegenen Wurt Jemgumkloster. Diese war in der älteren vorrömischen Eisenzeit, dann seit etwa 100 v. Chr. bis in das 2./3. Jahrhundert n. Chr. und schließlich seit dem 8./9. Jahrhundert besiedelt. Dort begannen die Bewohner bereits zu Anfang des 1. Jahrhunderts v. Chr. mit dem Bau einer Wurt, während die Bewohner von Bentumersiel während der gesamten römischen Kaiserzeit zu ebener Erde lebten. Der Archäologe Rolf Bärenfänger von der Ostfriesischen Landschaft nimmt an, dass die Einwohner von Jemgumkloster den Warenverlauf über die Ems kontrollierten.
Auffällig sind auch die im Vergleich zum restlichen Ostfriesland überdurchschnittlich vielen römischen Funde, darunter Militaria. Denkbar ist, dass die Römer 15/16 nach Christus die verkehrsgünstig gelegene Siedlung als Stapelplatz nutzten. Fragmente der Ausrüstung römischer Legionäre aus Metall und vor allem zahlreiche Scherben von Amphoren und anderer römischer Schwer- und Feinkeramik lassen darauf schließen, dass es hier einen Kontakt zwischen Germanen und Römern gegeben hat. Spuren einer militärischen Anlage konnten die Archäologen aber bislang nicht entdecken. Abgesehen von einem abknickenden Graben sind keine eindeutigen Funde gemacht worden, die auf eine solide Lagerumwehrung schließen lassen. Befunde, mit denen sich ein römisches Versorgungslager oder ein Flottenstützpunkt nachweisen ließen, fehlen ebenso.
Durch den Tonabbau waren die oberen Bodenschichten im 20. Jahrhundert abgetragen worden, so dass drei Siedlungshorizonte (Begehungshorizont) untersucht werden konnten. In den beiden untersten Siedlungsschichten konnten die Reste von dreischiffigen Häusern ohne Stallteil sowie von Speicherbauten sowie Spuren von befestigten Wegen, Zäunen und Gräben freigelegt werden. Im jüngsten Siedlungshorizont stellten die Archäologen gegenüber den älteren deutlich weniger Bebauungsspuren fest. In dieser Schicht fand sich aber eine größere Menge an Fundmaterial provinzialrömischer Herkunft.

### Mögliche Kontakte mit den Römern
Unter dem Feldherren Drusus erreichten die Römer 12 v. Chr. erstmals Ostfriesland. Dieser erste der Drusus-Feldzüge (12–9 v. Chr.) diente der Erforschung der rechtsrheinischen Gebiete und der Beruhigung des Nordabschnitts der Grenze. Möglicherweise wollte Drusus auch die Chauken unterwerfen, was aber misslang, weil die Flotte strandete. Die Schiffe mussten von den zu Lande mitgezogenen verbündeten Friesen gerettet werden.

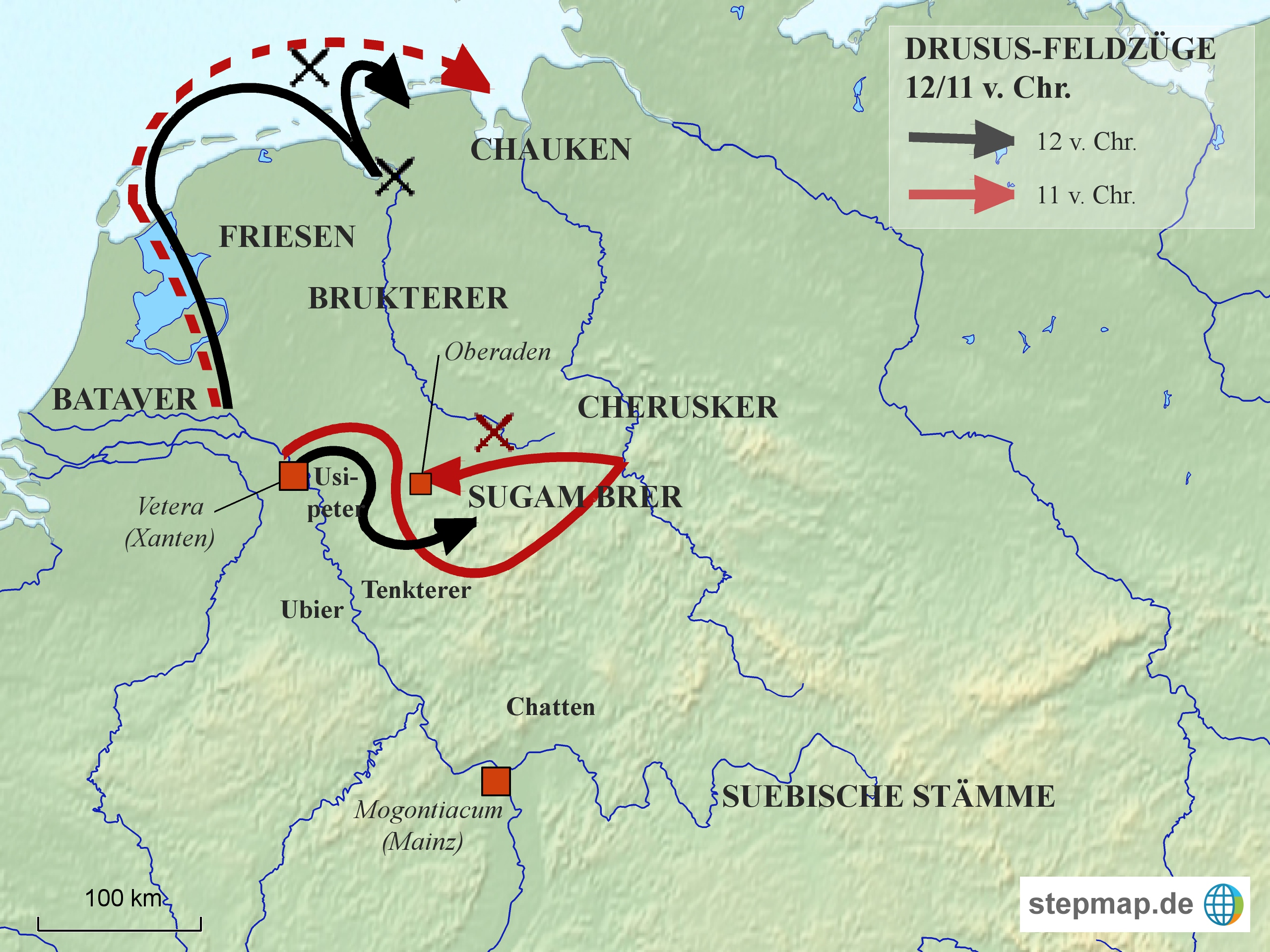
Die Drususfeldzüge in den Jahren 12 und 11 v. Chr.

Möglicherweise spielte die Emsmündung im Zuge des immensum bellum (1 bis 5 n. Chr.) erneut eine Rolle. Tiberius könnte 4/5 n. Chr. sein Winterlager in Bentumersiel aufgeschlagen haben, dies konnte jedoch noch nicht nachgewiesen werden.
Nach der Niederlage der Römer in der Varusschlacht begann Germanicus im Jahr 14 n. Chr. einen großangelegten Feldzug gegen die Germanen (Germanicus-Feldzüge bis 16 n. Chr.). Im Sommer 16 n. Chr. landete eine große römische Flotte in der Ems. Die Datierung der Funde in das frühe erste Jahrhundert nach Christus spricht dafür, dass die Römer die Siedlung während der Feldzüge aufsuchten. So ist von Tacitus überliefert, dass die Römer ihre Armee auf insgesamt 1.000 Schiffen in das Ems-Gebiet transportierten und die Flotte dort auf die Rückkehr der Legionäre von den Feldzügen gegen die Germanen wartete. Möglicherweise griff sie zu ihrer Versorgung und zum Schutz der Schiffe auf den Stapel- und Lagerplatz in Bentumersiel zurück. Darauf deuten Funde von rund 30 Metallgegenständen hin, die von der Ausrüstung römischer Legionäre und ihrer Pferde stammen. Darunter befanden sich Teile der Scheide eines Gladius (Schwert) sowie des Zaumzeugs. In Großer Zahl entdeckten die Archäologen auch römische Keramik, so Scherben von feinen Waren wie etwa Terra Sigillata, aber auch Amphoren und weitere römische Schwerkeramik in einer Anzahl, wie sie bislang von keiner anderen Stelle in Nordwestdeutschland bekannt ist. Zudem sehen die Archäologen in den Amphoren mit ihrem Inhalt an Wein, Öl und Garum (Gewürz) keine germanischen Importe, sondern bringen sie in Zusammenhang mit römischen Legionären, die so auch während eines Feldzugs ihre gewohnte Verpflegung erhielten.

### Wiederentdeckung
1928 stieß man beim Abbau von Ziegelton auf zahlreiche Funde, darunter eindeutige Militaria und Importkeramik, die sich in spätaugusteisch-frühtiberische Zeit datieren ließen. 1929 erfolgte eine erstmalige Erkundung des Geländes durch Archäologen. 1971 bis 1973 sowie von 2006 bis 2008 (unter Leitung von Erwin Strahl) ließ das damalige Niedersächsische Landesinstitut für Marschen- und Wurtenforschung Wilhelmshaven (heute Niedersächsisches Institut für historische Küstenforschung) umfangreiche Grabungen ausführen. Bisher hat das Institut etwa 20 Prozent der bebauten Fläche von insgesamt mehr als 20.000  Quadratmetern untersucht. Den Ergebnissen zufolge nahm der bebaute Bereich der Siedlung Bentumersiel über 190 Meter in nord–südlicher und mindestens 100 Meter in ost-westlicher Richtung ein. Spuren eines befestigten römischen Lagers ließen sich bis dato jedoch nicht feststellen. Im  Rahmen eines Forschungs- und Publikationsprojektes zwischen dem Niedersächsischen Institut für historische Küstenforschung und dem Zentrum für Baltische und Skandinavische Archäologie sollen die Funde ab 2022 neu bewertet werden. Dabei sollen eine genaue Datierung und Einordnung der Kleinfunde zur Klärung der Bedeutung des Fundplatzes für das Weser-Ems-Gebiet als Anlaufpunkt für die römischen Feldzüge des frühen 1. Jhs. n. Chr. beitragen.

## Die Dame von Bentumersiel
Bei der Dame von Bentumersiel handelt es sich um einen 2006 im Block geborgenen Grabfund aus der Zeit um 300 n. Chr. Er hat nichts mit den frühkaiserzeitlichen römischen Funden aus der Siedlung zu tun. Das Grab gilt als ein Beleg für die soziale Differenzierung der Germanen an der unteren Ems.
Die Bestattete war eine Germanin, der – für die Gegend eher ungewöhnlich, weiter östlich dagegen häufiger – hochwertige römische Importstücke mit ins Grab gelegt wurden. Zu den reichen Beigaben gehörten römische Importware wie drei Bronzegefäße sowie ein Kilogramm geschmolzenes Glas, das vermutlich den Rest einer Anzahl an Glasgefäßen darstellt.